# David Carnegie (Entdecker)

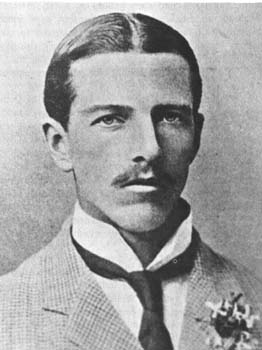
David Carnegie

David Wynford Carnegie (* 23. März 1871 in London; † 21. November 1900 in Kerifi, Nigeria) war ein bedeutender Entdeckungsreisender und Goldsucher im frühen Australien.

## Frühes Leben
David Carnegie war der vierte Sohn von James Carnegie, 6. Earl of Southesk und seiner zweiten Frau Susan Catherine Mary, Tochter des Earl of Dunsmore. Seine Ausbildung erhielt er an der Charterhouse School und am Royal Indian Engineering College in Staines bei London. Er war kurze Zeit auf einer Teeplantage in Ceylon, dem heutigen Sri Lanka, tätig.

## Expeditionen

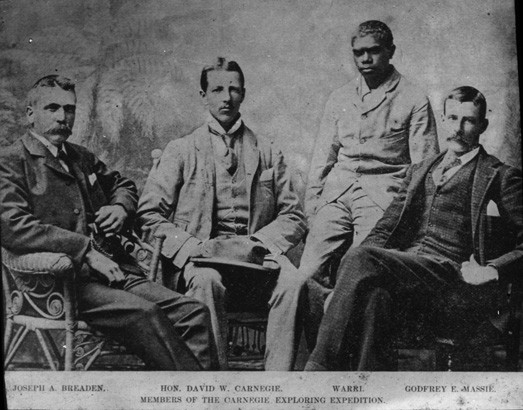
Mitglieder der Expedition von 1896/1897, von links nach rechts: Breaden, Carnegie, Warri, Godfrey. Stansmore fehlt.

Im September 1892 reiste er mit Percy Douglas, 10. Marquess of Queensberry zu den Goldfeldern bei Coolgardie in Western Australia. Carnegie fand dort etwas Gold.
Zwischen Februar 1894 und März 1895 unternahm er zwei privat finanzierte Expeditionen zur Suche nach Goldvorkommen.
Am 9. Juli 1896 startete er von Coolgardie mit der Carnegie-Expedition seine bedeutendste Expedition zur Suche nach einem direkten Weg von Coolgardie in die Kimberleys. Dabei folgte er dem Weg der Expeditionen von Peter Warburton aus den Jahren 1872 bis 1873 und John Forrest aus dem Jahr 1874. Seine Mannschaft bestand aus drei weiteren Weißen, Joseph Breaden, Godfrey Massie und Charles Stansmore, sowie einem Aborigine, Warri. Den Expeditionsteilnehmern standen acht Kamele, nur ein Reitkamel und Proviant für fünf Monate zur Verfügung. Er durchquerte die Gibson Desert und erreichte am 16. September die Great Sandy Desert, sowie am 4. Dezember Halls Creek. Am 22. März 1897 begann die Rückkehr und er erreichte Coolgardie im frühen August, nachdem sie innerhalb von 13 Monaten eine Strecke von 4828 Kilometern zurückgelegt hatten. Stansmore kam im Verlauf der Expedition ums Leben, da er sich versehentlich selbst erschoss.
Als er 1897 nach England zurückkehrte, erhielt er für seine Expeditionsleistung die Gill-Medaille der Royal Geographical Society. 1898 veröffentlichte er ein Buch mit dem Titel Spinifex and Sand. Im Dezember 1899 ging er in den Norden von Nigeria und wurde am 21. November 1900 bei einem kleinen Scharmützel in Kerifi im nördlichen Nigeria von einem vergifteten Pfeil getroffen und verstarb.

## Persönlichkeit
David Carnegie war in seiner Zeit einer der erfahrensten und erfolgreichsten Entdeckungsreisenden in Australien. Seine Methoden wurden durchaus kritisiert. Auf der Expedition, auf der er die inneren Wüsten Australiens erreichte, wurde er dafür bekannt, dass er Aborigines gefangen nahm und ihnen Salzfleisch zum Essen gab, um ihnen durstig die Positionen von Trinkwasserstellen zu entlocken.

## Nachleben
Er starb im Alter von 29 Jahren und wurde bei Lokoja in Nigeria beerdigt. In der Brechin Cathedral in Schottland wurde ein Gedenkstein für ihn errichtet. Außerdem befindet sich seit 1925 eine Replik in der St George’s Cathedral in Perth. Seine Schwester veröffentlichte im Jahr 1902 seine Briefe aus Nigeria.
Die Carnegie Station und die zu ihr führende David Carnegie Road, ein Outback-Track in Western Australia, wurden nach ihm benannt. In Perth in der St Georges Terrace ist zu seiner Ehre eine Bronzeplakette angebracht worden.
Im April 2004 wurde die Sammlung seiner persönlichen Reise-Tagebücher und Original-Zeichnungen in Sydney verkauft. Der Preis lag bei 135.000 Australischen Dollar, damals circa 84.000 Euro.

## Werk
- David W. Carnegie: Spinifex and Sand. Five Years' Pioneering and Exploration in Western Australia. (frei verfügbar auf gutenberg.org sowie bei Wikisource)